# Dictyoglomerales
Ordre
Synonymes
- Dictyoglomales Patel 2012

Les Dictyoglomerales sont un ordre monotypique de bacilles Gram négatifs de la classe des Dictyoglomeria. Son nom provient de Dictyoglomus qui est le genre type de cet ordre.
Selon la LPSN (27 avril 2025) cet ordre ne contient qu'une seule famille, les Dictyoglomeraceae corrig. Patel 2012